# Annet Malherbe
Annet Malherbe (Rotterdam, 23 november 1957) is een Nederlandse actrice. Ze werd zowel voor haar rol in Mus (1993), als in  Abel (1986) en in Kleine Teun (1998) genomineerd voor een Gouden Kalf, terwijl ze voor haar aandeel in de laatstgenoemde film ook een nominatie ontving voor een European Film Award.

## Biografie
Na de lagere school in Zwijndrecht ging Malherbe in 1969 in Dordrecht naar de mavo. Met haar diploma op zak besloot ze zich aan te melden voor de Toneelschool in Amsterdam. Ze werd afgewezen omdat ze te jong was. Toen ze in 1977 opnieuw auditie deed, werd ze wel aangenomen. In 1982 sloot ze zich aan bij theatergezelschap Baal.
Annet Malherbe speelde een bijstandsmoeder in televisieserie Mus en in Gooische Vrouwen vertolkte ze de rol van Willemijn Lodewijkx. Ook was ze te zien als de moeder van Abeltje in de gelijknamige speelfilm. Ze vertolkte in het eerste seizoen van Lava Emanuella. Vanaf januari 2009 was ze te zien in 't Vrije Schaep als prostituée Dolly. Malherbe werd bij het grote publiek bekend door haar rol als juffrouw Jannie in de komedieserie Debiteuren Crediteuren, een onderdeel van Jiskefet.
Malherbe is getrouwd met acteur en regisseur Alex van Warmerdam, met wie ze twee kinderen heeft: Mees en Houk. Ze speelt in het merendeel van zijn films een hoofdrol: Abel, De Noorderlingen, De Jurk, Kleine Teun, Borgman, Grimm en De laatste dagen van Emma Blank. Alleen in Ober (2006) ontbreekt ze. Behalve in Van Warmerdams films speelt Malherbe regelmatig in de theaterstukken die hij met zijn groep De Mexicaanse Hond uitbrengt.
Op 2 september 2013 ontving zij de Gouden Notekraker voor onder andere haar rol in Aaf (televisieserie) en Moeder, ik wil bij de revue.

## Film en televisie
- Abel (1986) - Zus
- Lava - Emanuella (1989) (alleen het 1ste seizoen)
- De Freules (1990) voorzitster
- Kinderen van Waterland (1990) Moeder Leemhuis
- Jiskefet (vooral Debiteuren Crediteuren) - Juffrouw Jannie (1990-1997)
- De Noorderlingen (1992) - Martha
- Mus (1993) - Mus
- Op afbetaling (1993) - Mien
- Reunie (1994)
- De wachtkamer (1995) - Zijn Vrouw
- De jurk (1996) - Ordinaire Vrouw
- Aan het eind van de aspergetijd (1997)
- Abeltje - Mevrouw Cockle-Smith/Roef (1998)
- Kleine Teun (1998) - Keet
- Hertenkamp - Nilgun (1999)
- Oud Geld - Ank (1999)
- Beetje Laat (2000)
- Zus & Zo (2001) - Annet
- Minoes (2001) - Jakkepoes (stem)
- De bühne van De Bie - Coby (2001) met Wim de Bie
- Loenatik de moevie - Boerin (2002)
- Lot (2003) - Moeder
- Grimm (2003) - Vrouw van de Boer
- Ibbeltje (2004) - Petronella Verharen
- Twee dromen (2004) - Garderobedame
- Gooische Vrouwen - Willemijn Lodewijkx-Verbrugge (2005-2007)
- Spoorloos verdwenen - Petra de Wit (Afl. De verdwenen voetballer, 2006)
- SEXtet (2007) - Marie-Lou
- 't Vrije Schaep - Dolly (Afl. Ik doe wat ik doe, 2009)
- De laatste dagen van Emma Blank (2009) - Bella
- Foeksia de Miniheks - Minuul (2010)
- Tony 10 (2012) - de koningin
- Wat als? (2012) - Verschillende rollen
- Moeder, ik wil bij de Revue (2012) - Aagje van Woerkom (televisieserie)
- Alleen maar nette mensen (2012) - moeder David
- De Marathon (2012) - Nel
- Aaf (2013) - Aaf (televisieserie)
- Borgman (2013) - Brenda
- Lucia de B. (2014) - Ernestine Johansson
- Schneider vs. Bax (2015) - Gina
- B.A.B.S. (2017) - Layla van Weteren (televisieserie)
- Zuidas (televisieserie) (2018) - Mr. Christine Meijer
- De matchmaker (2018) - Helen
- Taal is zeg maar echt mijn ding (2018) - Paula
- All You Need Is Love (2018) - Renee
- De Dirigent (2019) - Moeder van Antonia
- Harkum (2019) - Agnes
- Oogappels (2022) - Tonnie
- Ome Cor (2022) - BOA
- Hockeyvaders (2023) - Trees Harteveld (Videoland)
- De droom van de jeugd (2023) - moeder Rosalie
- Schitterend (2024) - Martien

## Trivia
- Malherbe was in 2010 te gast in het VPRO-programma Zomergasten. In het programma werd zij geïnterviewd aan de hand van door haar uitgekozen filmbeelden. Er werden fragmenten getoond uit onder andere Okkie Trooy en De open cirkel, een beklimming van Mount Everest en een buitengewoon grote puist die werd uitgeknepen. Na de uitzending werd op verzoek van Malherbe de film La Grande Bouffe (1973) vertoond, een film die - naar haar eigen zeggen - grote indruk op haar maakte toen ze hem op jonge leeftijd zag. Een andere film die dat deed, was Crin Blanc (1953). Tevens vertelde ze dat haar moeder half Indisch was.[1]